# Ocelloid

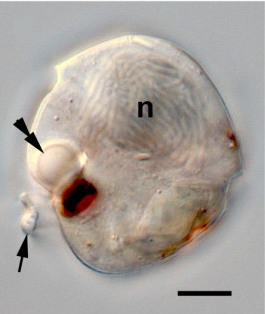
Eine lichtmikroskopische Aufnahme eines ocelloidhaltigen Dinoflagellaten (Proterythropsis). Der Zellkern ist mit n markiert, das Ocelloid ist mit einer Doppelpfeilspitze und eine hintere Verlängerung („Kolben“, „Piston“) der Zelle mit einem einfachen Pfeil gekennzeichnet. Das Ocelloid besteht aus einer rundlichen ‚Linse‘ und einem dunkel pigmentierten, scheibenförmigen Netzhautkörper. Maßstab: 10 µm.

Ein Ocelloid (nicht zu verwechseln mit Ocellus, einem bei verschiedenen Tiergruppen zu findenden mehrzelligen Punktauge) ist eine subzelluläre Struktur (d. h. ein komplex aufgebautes Organell), das man bei einzelligen Dinoflagellaten der Familie Warnowiaceae (Warnowiiden) findet.
Das Ocelloid ist in Struktur und Funktion den Augen vielzelliger Organismen analog, die Licht fokussieren, verarbeiten und wahrnehmen können.
Das Ocelloid ist wesentlich komplexer als ein gewöhnlicher Augenfleck (eine lichtempfindliche Struktur, die ebenfalls in einzelligen Organismen vorkommt). Es ist tatsächlich eine der komplexesten bekannten subzellulären Strukturen überhaupt
und wurde als ein auffallendes Beispiel für konvergente Evolution beschrieben.

## Geschichte
Das Ocelloid wurde erstmals im Jahre 1884 beschrieben.
Frühe Beschreibungen wurden mit Skepsis aufgenommen: Man vermutete, dass sie das Auge eines vielzelligen Organismus darstellen, das zufällig von einem einzelligen Organismus verschlungen wurde.
Die Möglichkeit, dass es eine evolutionäre Verwandtschaft zu den Plastiden geben könnte, wurde etwa ab den 1970er Jahren in Betracht gezogen, obwohl erst ab 2010 direkte Beweise vorlagen.

## Aufbau
Ocelloide enthalten Unterstruktur analog zu denen eines echten Auges einschließlich Linse, Hornhaut, Iris und Netzhaut (Retina).
Das Ocelloid kann in zwei Substrukturen unterteilt werden: 
- das transluzente, rundliche Hyalosom, ein Bläschen mit durchsichtigem Inhalt. Es dient als refraktive (lichtbrechende) Linse. Es ist umgeben von Mitochondrien mit einer Funktion analog zur Hornhaut und (in konisch-ringförmiger Anordnung) Iris
- das stark pigmentierte Melanosom (auch als Netzhautkörper, Retinalkörper oder Pigmentbecher bezeichnet, englisch retinal body).[5] Dieser hat eine innere Struktur, die den Thylakoidmembranen in Chloroplasten ähnelt, und enthält Proteine, die mit den lichtempfindlichen Proteinen bei Archaeen und Bakterien (Bacteriorhodopsin respektive Proteorhodopsin[6]) verwandt sind.[1][5]

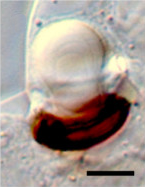
Eine mikroskopische Nahaufnahme eines einzelnen Ocelloids; Proterythropsis, Maßstab: 5 µm.

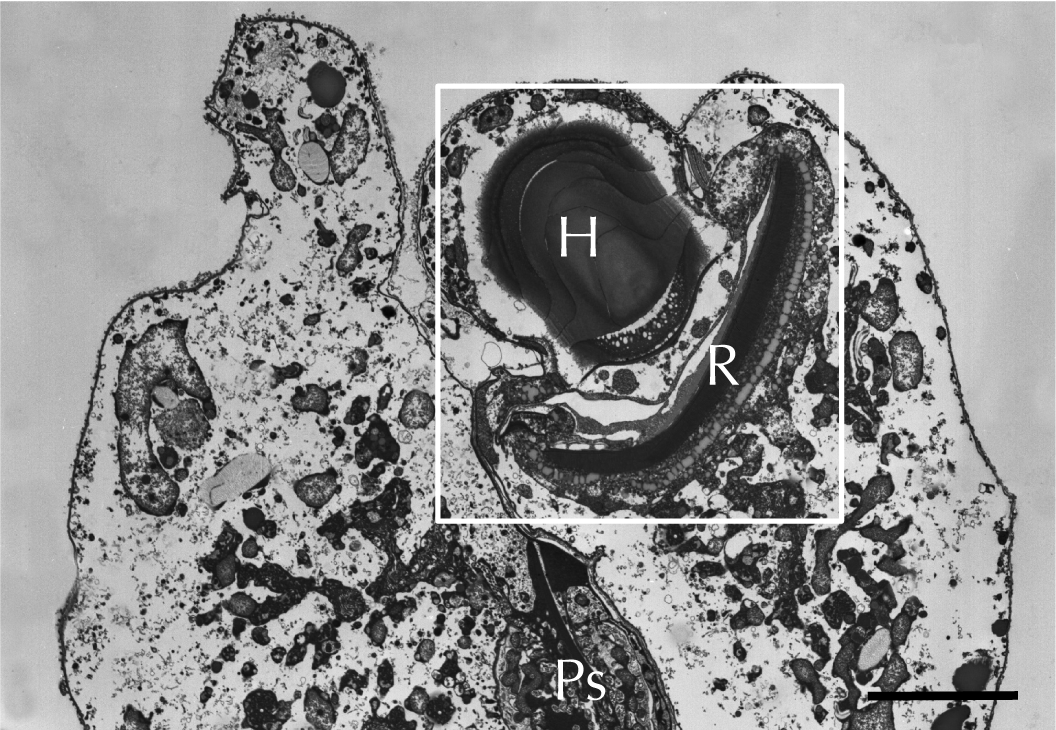
TME-Aufnahme eines Oceloids (weißes Kästchen) von Erythropsidinium in seinem zellulären Kontext als Graustufen-Negativ. Zu sehen: Hyalosom (H), Netzhautkörper (R) und ein Teil des Pistons (‚Kolbens‘, Ps). Aufgrund der verwendeten Mikroskopietechnik erscheint das normalerweise durchscheinende Hyalosom fast so dunkel wie der Netzhautkörper. Maßstab: 10 µm.

Unter Verwendung von Genomanalyse von Einzelzellen und Elektronenmikroskopie wurde gezeigt, dass das Ocelloid aus mehreren membrangebundenen Organellen unterschiedlichen endosymbiontischen Ursprungs besteht: Es sind mehrere Abstammungslinien Peridinin-haltiger Plastiden beteiligt.
Diese Entdeckung fand in populären Wissenschaftsmedien breite Beachtung, als 2015 davon berichtet wurde.

## Funktion

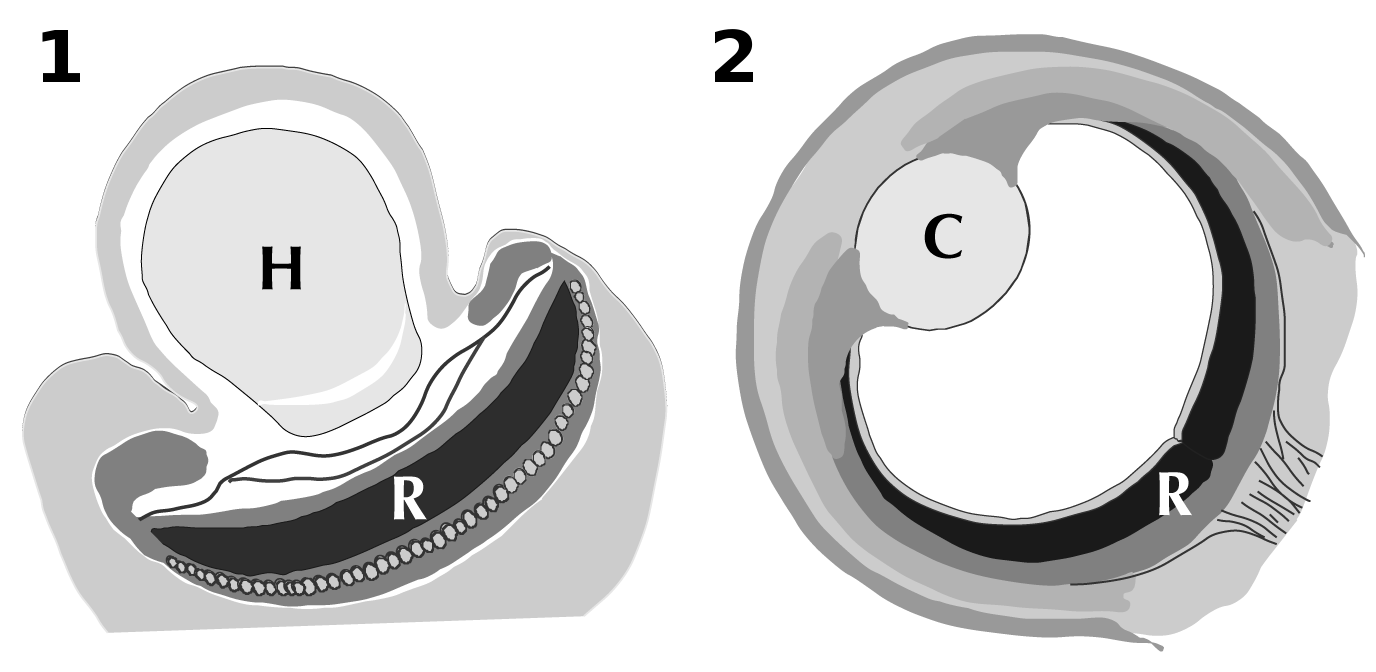
Vergleich zwischen den Strukturen des Ocelloids (1) und des Wirbeltierauges (2). Komponenten sind als Hyalosom (H) bzw. Kristalllinse (C) sowie Retinalkörper bzw. Retina (R) angegeben.

Aufgrund der starken strukturellen Ähnlichkeit zwischen dem Ocelloid und den Augen der vielzelligen Tiere (Metazoen) wurde lange spekuliert, ob das Ocelloid als Photorezeptor fungiert. Dies war jedoch experimentell schwer zu bestimmen, da Warnowiiden nicht im Labor kultiviert werden können und Isolate aus natürlichen Lebensräumen schnell abgebaut werden. Es wurde gezeigt, dass sich die Morphologie des Ocelloids als Reaktion auf die Umgebungsbeleuchtung ändert, dass die Ocelloidstruktur durch Einwirkung von extrem hellem Licht gestört werden kann, und schließlich, dass das Ocelloid Proteine enthält mit ähnlicher Sequenz wie bekannte lichtempfindliche Proteine.
Daher wurde vermutet, dass das Ocelloid beim Erkennen von Beute hilft, möglicherweise anderen Dinoflagellaten.

## Evolution

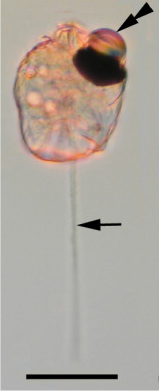
Bild von Erythropsidinium sp. mit einem Ocelloid (mit rundlicher ‚Linse‘ und dunkelpigmentiertem scheibenförmigen Netzhautkörper, Pfeil mit Doppelspitze), sowie einem Piston (‚Kolben‘), einer langen, dünnen, tentakelartigen Struktur (einfacher Pfeil). Maßstab: 20 µm.

Ocelloide werden für die Warnowiiden als synapomorphes Merkmal betrachtet – das heißt, sie sind in allen Warnowiiden vorhanden und daher vermutlich auch in ihrem gemeinsamen Vorfahren, nicht aber in den nächstliegenden Verwandten, den polykrikoiden Dinoflagellaten (Polykrikaceae). Diese beiden Gruppen teilen sich jedoch andere ungewöhnlich komplexe subzelluläre Strukturen (d. h. komplexe Organellen) wie Nematozysten und Pistone (‚Kolben‘).
Die molekularbiologischen Beweise, dass Ocelloide aus mehreren Endosymbionten bestehen, sind zwingend, es sind dies Mitochondrien und mindestens eine Art von Plastiden.
Ocelloide sind wahrscheinlich homolog zu viel weniger komplexen, Plastiden enthaltenden Augenflecken. Solche werden in anderen (entfernt verwandten) Dinoflagellaten gefunden.